# Bina Amarta
Bina Amarta is een bestuurslaag in het regentschap Ogan Komering Ulu van de provincie Zuid-Sumatra, Indonesië. Bina Amarta telt 4247 inwoners (volkstelling 2010).